# 聖ペテロと聖パウロ (エル・グレコ、バルセロナ)
『聖ペテロと聖パウロ』(せいペテロとせいパウロ、西: San Pedro y San Pablo、英: Saint Peter and Saint Paul)は、ギリシャ・クレタ島出身のマニエリスム期スペインの巨匠エル・グレコがキャンバス上に油彩で制作した1590-1600年に制作した絵画である。1932年に購入されて以来、バルセロナのカタルーニャ美術館に所蔵されている。

## 作品

エル・グレコ『聖ペテロと聖パウロ』　(1587-1592年)、エルミタージュ美術館、サンクトペテルブルク

本作は、エル・グレコがトレドに居住していた1590-1600年に描かれた。以前に描いた『聖ペテロと聖パウロ』(エルミタージュ美術館、サンクトペテルブルク) の主題に立ち返り、イエス・キリストの2人の使徒である聖ペテロと聖パウロを表している。カタルーニャ美術館のガイドブックによれば、本作は「画家がヴェネツィアで学んだ成果である近代的な色彩の使用によって豊かなものとなっている」 。エル・グレコは、背景の雲の中に開けた濃い青色を描くことで、聖人たちの頭部の周囲に光輪 (宗教美術) があるような感覚を生みだした。触れることなく交差している彼らの手の配置は、両者の間にありうる見解の不一致を象徴する 。左側の年長のペテロは左側のパウロをジェスチャーで指し示しているが、それはおそらくペテロの敗北を示唆したものである。

## エル・グレコ
エル・グレコ、本名ドメニコス・テオトコプーロス (Doménikos Theotokópoulos) はクレタ島のイラクリオンに生まれた。ニックネームのエル・グレコはイタリア語で「ギリシャ人」を意味し、彼の国籍とイタリアで過ごした時期を反映している 。1560年代に彼はヴェネツィアに移り、ティツィアーノの下で絵画を学んでルネサンス絵画の技法を習得した。エル・グレコは1577年にスペインのトレドに移り、彼に帰属される多くの絵画を制作した後、1614年4月にトレドで死去した 。今日、エル・グレコはキュビズムと表現主義、そしてパブロ・ピカソやポール・セザンヌなどの芸術家にに大きな影響を与えた画家と見なされている。

## 主題

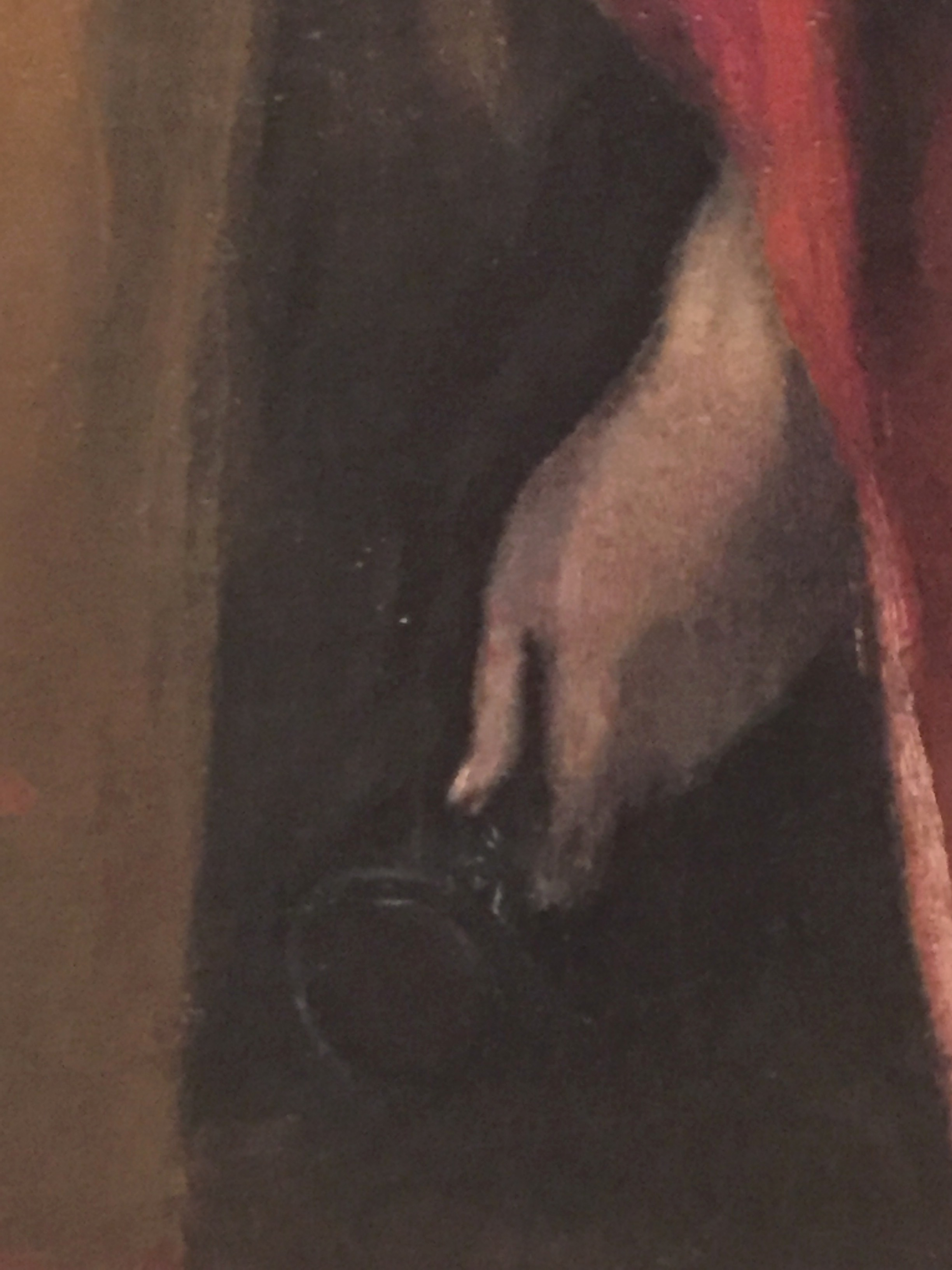
天国の鍵を持つペテロの手を表す絵画の部分

### 聖ペテロ
本作の左側の人物は聖ペテロと特定される。聖書では、ペテロはキリストが召命する最初の弟子の1人である。「マタイによる福音書」で、キリストは、ペテロに「あなたはペテロである。そして、わたしはこの岩の上にわたしの教会を建てよう。黄泉の力もそれに打ち勝つことはない。わたしは、あなたに天国のかぎを授けよう。そして、あなたが地上でつなぐことは、天でもつながれ、あなたが地上で解くことは天でも解かれるであろう」と述べる。エル・グレコは、ペテロの左手に見られるように天国の鍵 (keys of heaven) を本作に描き入れている。 

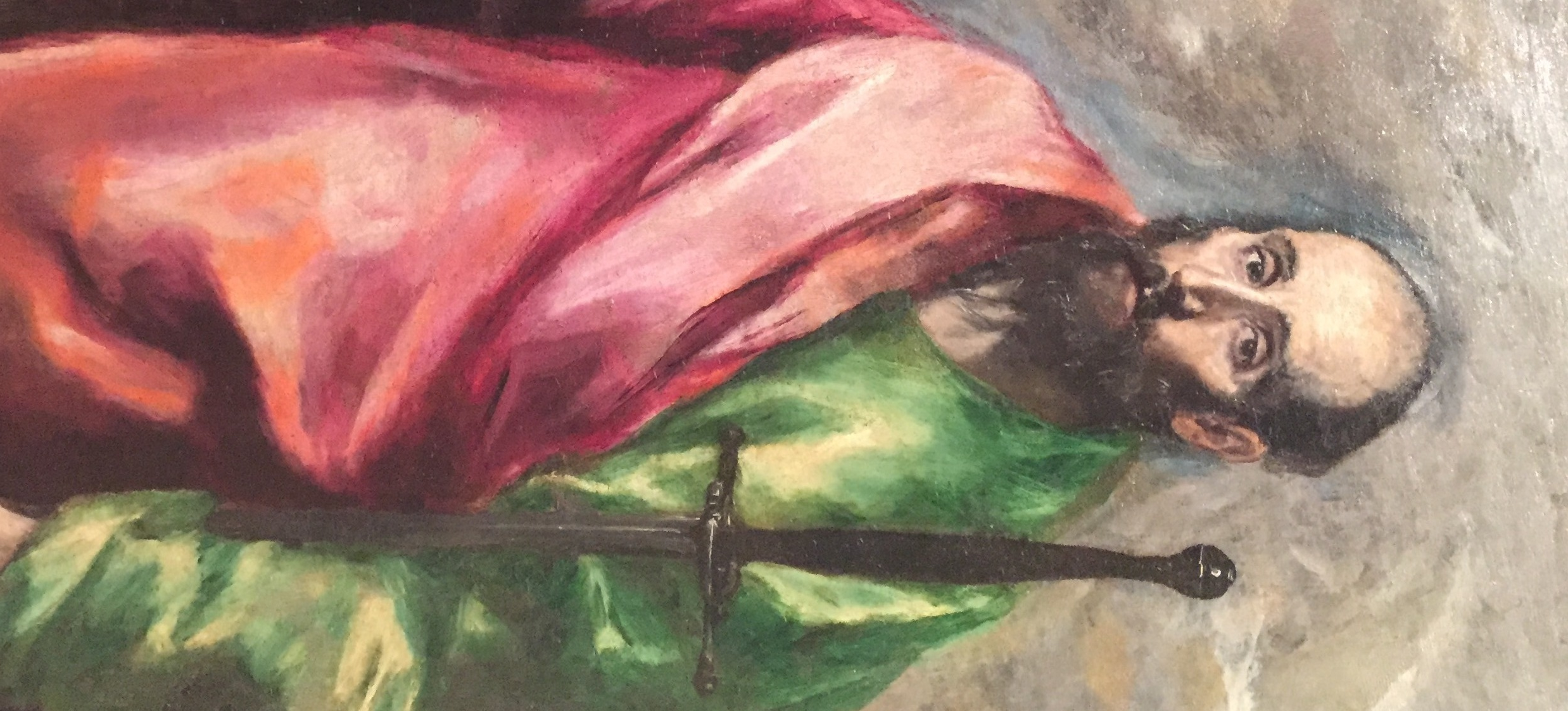
自身の死の象徴である剣を持つパウロを表す部分

### 聖パウロ
画面右側にいるのは聖パウロである。パウロは聖書に大きな貢献をした人物の1人で、多くのキリスト教会の創立者でもある。パウロはユダヤ人として生まれ、ユダヤ教の信仰の下に生きていたが、道で復活したキリストに出会い、キリスト教に改宗した。本作で、パウロはキリスト教の信仰のために殉教した象徴である剣を持った姿で描かれている  。

## カタルーニャ美術館
カタルーニャ美術館は1932年に本作を購入した。この作品は、カタルーニャの政治家リュイス・プランディウラ (Lluis Plandiura) から美術館が購入した大きな美術コレクションに含まれていた。プランディウラのコレクションは当時スペインで最も重要なものの1つで、絵画、彫刻、考古学品を含む2,000点を有していた。